# Sessenheim
Sessenheim (en alsacià Sasem) és un municipi francès, situat a la regió del Gran Est, al departament del Baix Rin. L'any 1999 tenia 1.783 habitants.
Forma part del cantó de Bischwiller, del districte de Haguenau-Wissembourg i de la Comunitat de comunes del Pays Rhénan.

## Demografia
| 1962  | 1968  | 1975  | 1982  | 1990  | 1999  |
| ----- | ----- | ----- | ----- | ----- | ----- |
| 1.213 | 1.301 | 1.482 | 1.530 | 1.542 | 1.783 |

## Administració
| Període | Identitat   | Partit | Qualitat |  |
| ------- | ----------- | ------ | -------- |  |
| 2001-   | Robert Metz |        |          |  |